# Великомостівський район
Великомостівський район — колишній район Львівської області, центром якого було місто Великі Мости

## Історія
10 січня 1940 року політбюро ЦК КП(б)У обговорило питання про утворення районів у Львівській області УРСР. Ухвалено створити ряд районів у складі Львівської області, серед них Великомостівський район центром якого стало місто Великі Мости.
Великомостівський район було створено на основі частини Жовківського повіту, який було розділено на три райони: Великомостівський, Куликівський та Жовківський.
29 червня 1941 року (неділя) — радянські війська залишили з боями районний центр Великі Мости.

Через три роки, а саме 19 липня 1944 року радянські війська зайняли ряд районних центрів Львівської області, серед них Великі Мости.
З 1944 року до новоутвореного Великомостівського району прилучили такі села, як Сілець, Волсвин, Глухів, Ванів, Городище, Межиріччя та інші, які перебували в його складі до 1959 року.
Утвердження радянської влади у повоєнні роки йшло важко, зокрема у листопаді 1950 року пленум Львівського обкому КП(б)У наголосив на значних недоліках у політичному і організаційно-господарському зміцненні колгоспів у Великомостівському районі а також що в районі повільно зміцнювались МТС, незадовільною була підготовка механізаторів
В 1962 році Сокальський, Забузький та Великомостівський райони були об'єднані в один з найбільших у Львівській області район — Сокальський район.

## Структура Великомостівського райкому КП(б)У
Великомостівський райком КП(б)У складався з наступних підрозділів: Бюро (загальний відділ), організаційно-інструкторський відділ (з 1949 р. — відділ партійних, профспілкових та комсомольських організацій), сектор партійної статистики, відділ пропаганди і агітації, сільськогосподарський відділ, військовий відділ, відділ по роботі серед жінок, відділ кадрів.

## ДіяльністьОУНтаУПАу Великомостівському районі

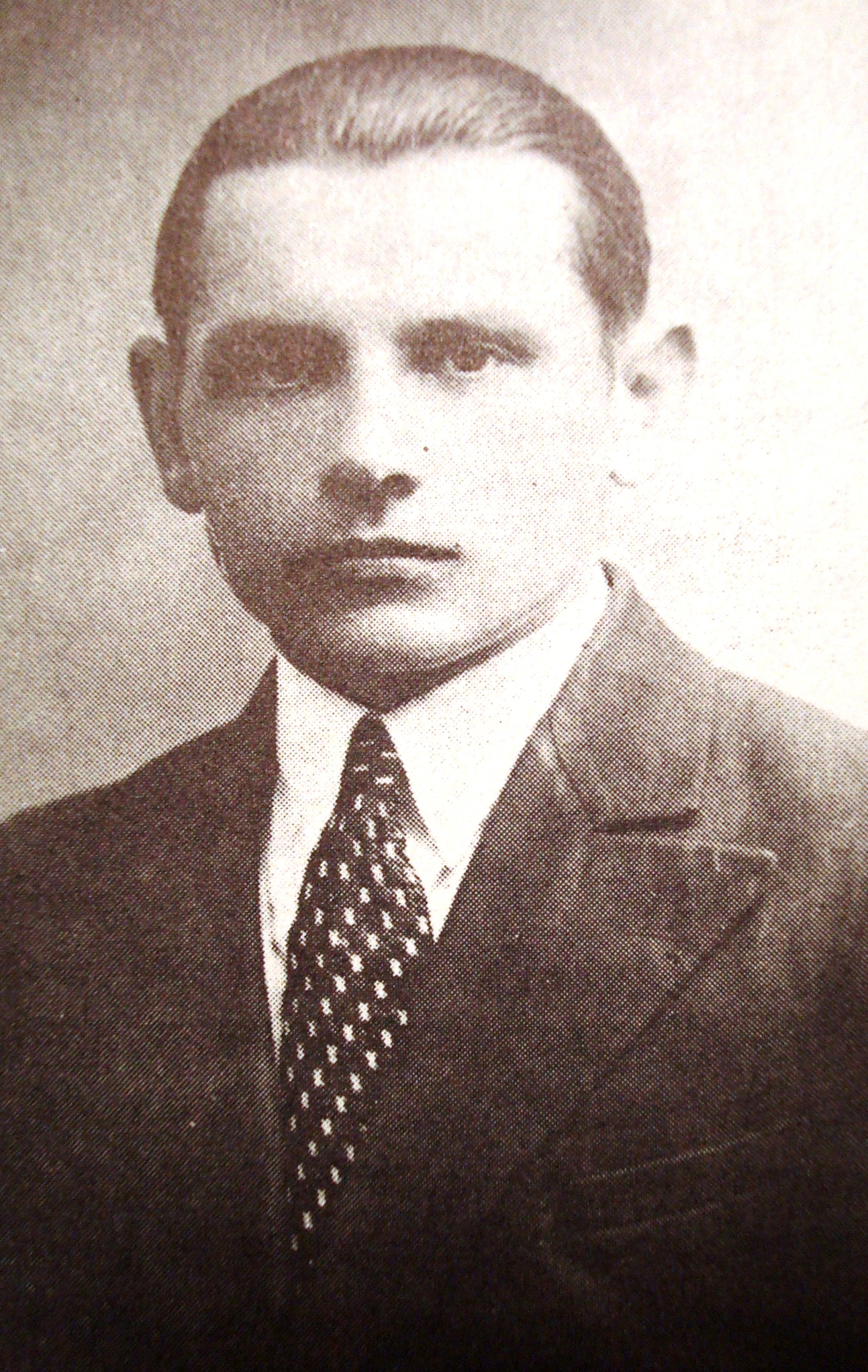
Олекса Гасин — керівник школи старшин УПА у Великих Мостах

За спогадами Степана Баглаєвича у червні 1941 року за розвитком подій у Великих Мостах спостерігали бандерівці. Як тільки радянські прикордонники залишили приміщення казарм, які були розташовані у Великих Мостах, вони зайняли приміщення, реквізували матеріально-технічну базу та поселили кілка сотень юнаків для військових навчань, створивши в казармах школу старшин. Комендантом школи став Дмитро Грицай, який невдовзі стає шефом Головного штабу УПА, і відомий як генерал Перебийніс.
Викладачами і керівниками школи працювали майбутній полковник УПА Олекса Гасин (псевдо Лицар), та один з провідників ОУН Петро Ковальський.
Великомостівський район входив до зони відповідальності ТВ УПА «Розточчя». Бойові дії на території району а також сусідніх Кам'янко-Бузького та Радехівського — діяли сотні «Черника», боївки «Берези», «Морави»

## Будівництво шахт
Після закінчення війни на території Великомостівського району почали будувати вугільні шахти, що носили назву «Великомостівські».
Проходку стволів шахти № 1 «Великомостівська» розпочали восени 1952 р. (такі назви вугільні підприємства одержували тому, що розташовувались на території тодішнього Великомостівського району). Перша шахта на Львівщині — № 2 «ВМ», збудована за чотири роки і була здана в експлуатацію 25 грудня 1957 року. Через рік стала в дію шахта № 1 «ВМ». У 1959 році — видала на — гора перші тонни вугілля шахта № 3 «ВМ».
У 1960 році розпочалось будівництво шахт № 5 і № 8 «Великомостівські». У 1961 році почала діяти шахта № 4 «Великомостівська». У 1962–1963 роках — шахти № 9 «ВМ» та № 7 «ВМ» та № 1 Червоноградська.
Усі вони разом з шахтами Волині увійшли до складу виробничого об'єднання «Укрзахідвугілля» Львівсько-Волинського вугільного басейну. Втім центром нового вугільного басейну стали не Великі Мости, на честь яких було названо більшість шахт, а Червоноград.

На Великомостівських шахтах працювали Герої Соціалістичної Праці Байда Володимир Антонович, Борсук Володимир Мойсейович, Чуркін Іван Кузьмич, Кирилов Микола Харлампійович, Гапон Степан Григорович, Акімов Анатолій Андрійович, Сирота Григорій Михайлович, Сапін Михайло Артемович, Грибун Володимир Мефодійович.